# Sudwa
Sudwa (niem. Sauden) – wieś w Polsce położona w województwie warmińsko-mazurskim, w powiecie olsztyńskim, w gminie Olsztynek. W latach 1975–1998 miejscowość administracyjnie należała do województwa olsztyńskiego. 
Wieś Sudwa leży około jednego kilometra na zachód od Olsztynka. Do 1954 w granicach miasta Olsztynka.

## Historia
W czasach krzyżackich wieś pojawia się w dokumentach w roku 1359, podlegała pod komturię w Olsztynku, były to dobra rycerskie o powierzchni 25 włók.
Założona w 1380 roku przez pięciu braci Prusów. Od imienia najstarszego z nich (Windike), otrzymała nazwę Windikendorf. Później wieś nosiła nazwę Sawda. W 1579 roku wieś przekształcono w folwark książęcy. 
W 1806 r. folwark został splądrowany i zniszczony przez wojska francuskie. W 1819 roku władze pruskie przekazały folwark w Sudwie i Świętajnie na własność kolonistom, dając im 6 lat wolnizny. W 1846 r. we wsi były 22 domy z 221 mieszkańcami. 
W 1914 roku w okolicach Sudwy toczyły się ciężkie walki pomiędzy wojskami rosyjskimi i niemieckimi. Poległych w bitwie żołnierzy pochowano w zbiorowych mogiłach na dwóch małych cmentarzach. W latach 1924–1927 Niemcy wybudowali tu Tannenberg-Denkmal (mauzoleum Hindenburga), Pomnik Chwały Rzeszy dla uczczenia zwycięskiej bitwy nad Rosjanami w roku 1914. Na monumentalną budowlę składało się osiem wież połączonych murami. Wybudowano również obozowisko dla zwiedzających, które jednak przemieniono na jeniecki obóz wojenny, gdzie więziono Polaków (55 tysięcy jeńców spoczywa na cmentarzu pod Królikowem). Wycofujący się przed ofensywą Niemcy wysadzili monumentalną budowlę. Do dziś przetrwały jedynie żołnierskie groby z czasów I wojny światowej, wybudowano również pomnik ofiar obozu.
W okresie drugiej wojny na polach koło Sudwy znajdował się obóz jeniecki Stalag I B. Na wiejskim cmentarzu chowano zmarłych jeńców z tego obozu, byli to Polacy, Rosjanie i Włosi. 
W 1945 r. na miejsce wysiedlonych Niemców osiedliła się ludność z różnych ziem polskich. Przez krótki czas działał w Sudwie ośrodek maszynowy, który przeniesiono w 1950 roku do Olsztynka i ulokowano w pomieszczeniach po byłej rzeźni miejskiej. W latach 1974–1996 działała Rolnicza Spółdzielnia Produkcyjna "Odrodzenie", zlikwidowana jako ostatnia w gminie Olsztynek. W 1997 roku mieszkało we wsi 168 osób. Natomiast w 2005 r. - 155 osób.

Kolonia Sudwa. Znajduje się tu duży cmentarz jeńców wojennych, zmarłych i pomordowanych w obozie jenieckim w pobliskim Królikowie (Stalag 1B Hohenstein). Zginęło tam 55 tys. jeńców: Polaków, Rosjan, Belgów, Francuzów i Włochów.

## Zabytki
Zespół cmentarzy wojennych, pojedynczych i zbiorowych mogił, usytuowanych wokół dawnego założenia, upamiętniającego zwycięstwo nad Rosjanami w 1914 r. (Tannenberg-Denkmal). W 1950 r. cmentarz przebudowano. Obecnie znajdują się na nim także groby żołnierzy polskich i radzieckich (łącznie 504 mogił). Na terenie cmentarza wzniesiono pomnik, wykonany przez Ryszarda Wachowskiego. W 1979 roku przeprowadzono gruntowną renowację cmentarza. 